# Jason Gasperoni
Jason Gasperoni (4 ottobre 1973) è un ex sciatore alpino sammarinese.

## Biografia
Prese parte ai Mondiali juniores di Zinal 1990, arrivando 55º nella discesa libera, 57º nel supergigante e 77º nello slalom gigante, e ai XVI Giochi olimpici invernali di Albertville 1992, sua unica presenza olimpica nonché ultima partecipazione a gare in carriera, classificandosi 59º nello slalom gigante e non completando il supergigante e lo slalom speciale. Non ottenne piazzamenti in Coppa del Mondo né ai Campionati mondiali.